# Anthony van der Helden
Anthony van der Helden (Baarn, 17 januari 1838 - aldaar, 7 februari 1902) was een Nederlandse landschapschilder.
Anthony van der Helden was de zoon van Teunis van der Helden en Anna Elisabeth Spikman. Naast boomkweker tussen Berkenweg en Zandvoortweg was hij tuinarchitect, notarisklerk en makelaar. Hij was getrouwd met Geertruida Catharina Tesselhof.
Naast zijn andere werk was hij een landschapschilder. Tussen 1853 en 1884 waren er exposities in Amsterdam, Den Haag, Groningen en Leeuwarden. Zijn bosachtige landschappen zijn vaak ontleend aan de omgeving van Baarn. Schilder Louis Stracké maakte een portret van hem.
Hij werd begraven op de Oude algemene begraafplaats aan de Berkenweg in Baarn.